# Фольи, Риккардо
Рикка́рдо Фо́льи (итал. Riccardo Fogli, род. 21 октября 1947 года, Понтедера, Италия) — итальянский певец, победитель основного конкурса фестиваля Сан-Ремо (1982) с песней «Storie di tutti i giorni» («Повседневные истории»).

## Биография
Риккардо Фольи родился 21 октября 1947 года в провинции Пиза области (региона) Тоскана. Сын крестьян, вынужденных покинуть землю, которая недостаточно давала для существования, Риккардо едва окончил среднюю школу, став слесарем, как отец. Он работал в Пьяджио, где производились моторы, и в 16 лет уже стал первоклассным рабочим. Даже его старшие коллеги ценили его, и в семье все были уверены, что он будет продолжать идти этой дорогой. Однако у него была огромная страсть к музыке, чему во многом способствовала его мать — очень музыкальная женщина. В своём автобиографическом очерке Фольи с большой теплотой отзывается о ней. Он пел для друзей в праздники и с товарищами по школе. У него действительно был красивый голос, но родители были убеждены, что это останется только его воскресным хобби. В 1960-е годы Фольи вместе с миллионами других людей стал горячим поклонником «Битлз». Как он стал говорить позднее, мир музыки для него делится на две части: на «Битлз» и «не-Битлз». Увлечение знаменитой ливерпульской четвёркой в конечном счёте и определило его желание стать музыкантом. И всё же юноша чувствовал, что музыка — его призвание. Поэтому в 17 лет он принял решение попытаться претворить свою мечту в жизнь и приступил к её осуществлению.

### Начало карьеры
В 1964 году Риккардо Фольи присоединился к группе Slenders. Двумя годами позже, в 1966 году, он стал вокалистом группы Pooh, игравшей лёгкий рок. В 1973 году Фольи покинул группу и начал сольную карьеру, при этом его отношения с членами группой Pooh остались прекрасными; впоследствии они не раз выступали на сцене вместе. Одна из их самых удачных совместных песен — «Giorni cantati» («Дни, когда мы пели вместе»).
В 1973 году Риккардо Фольи выпустил свой первый сольный альбом Ciao amore come stai («Здравствуй, любовь, как поживаешь?»). В 1976 году появился его второй альбом Riccardo Fogli; песня «Mondo» («Мир») из этого альбома стала хитом. Первые четыре альбома Фольи можно назвать экспериментальными, в них певец ещё только ищет себя. К своему пятому альбому Che ne sai («Что ты об этом знаешь», 1979) певец обрёл свой стиль, но окончательное его становление пришлось уже на начало 1980-х годов.

### 1980-е годы
1980-е годы можно по праву назвать лучшими в карьере певца. В этот период его песни стали более философскими и вдумчивыми по содержанию, напряжёнными, пронзительными по исполнению. Голос Риккардо полюбился множеству людей в Италии и за её пределами.
В 1981 году вышла песня «Malinconia» («Грусть»), исполненная на фестивале лёгкой музыки в Венеции 1981 года (выступление Фольи было включено в передачу «Мелодии и ритмы зарубежной эстрады» 29 января 1982, став первым появлением певца на советском телевидении, положив начало популярности в СССР). Песня дошла до второго места в итальянском хит-параде, продержавшись рекордные 17 недель подряд, а по итогам года стала 12-й. В 1982 году на этом же фестивале Фольи получил за песню главный приз «Золотая гондола» (исполнив при этом песню «Компания»). Альбом Campione, включивший эту, а также ещё 7 новых песен, также попал в хит-парад Италии, дойдя до 17 места.
В 1982 году Фольи во второй раз (после 8-летнего перерыва) участвовал в фестивале в Сан-Ремо с песней «Storie di tutti i giorni» («Повседневные истории») и триумфально победил. Сразу после фестиваля песня возглавляла 4 недели итальянский хит-парад и стала 14-й по итогам года. Именно эта песня принесла Фольи популярность за пределами Италии — в хит-параде Швейцарии песня дошла до 7 места, в чарте ФРГ держалась 15 недель.
Альбом 1982 года Collezione («Коллекция»), включивший помимо «Повседневных историй» лучшие песни прошлых лет, поднялся до 6 места в итальянском хит-параде, по итогам года став 37-м, был издан миллионным тиражом в странах Западной Европы и даже в Японии, а сразу же после его издания в СССР был буквально сметён с прилавков (потребовалось его второе переиздание в 1986).
В 1983 году Риккардо Фольи представлял Италию в конкурсе «Евровидение» с песней «Per Lucia» («Для Лючии»), однако занял лишь 11-е место.
В июне 1985 Фольи впервые приехал в СССР, с большим успехом выступал в Москве (12—20 июня в спорткомплексе «Олимпийский»), Ленинграде (1—9 июня в СКК им. Ленина), Киеве. Советское телевидение сняло видеофильм «Рассказ о нескольких днях», посвящённый гастролям певца, вышедший в эфир 24 ноября 1985. Журнал «Смена» опубликовал статью «Звезда приехала», в которой признав профессионализм Фольи, раскритиковал сопровождающий ансамбль; редакцию журнала завалили мешками писем разгневанные фанатки.
В 1985, 1989 и 1990 Фольи успешно выступает в Сан-Ремо, каждый раз занимая 4-е место. В 1988 второй раз приезжает в СССР и выступает 20 октября в концерте в рамках программы выставки «Италия-2000» (где участвовали также Джанни Моранди, Лучо Далла, группа «Матиа Базар», Антонелло Вендитти и группа «Ария»).
В 1999 году Рикардо Фольи принял участие в фестивале «Золотой шлягер-1999» в Могилёве.
С тех пор у Риккардо Фольи в СССР, а затем в России появилось множество поклонников, а сам певец постоянно участвует в таких концертах, как «Сан-Ремо в Кремле», «Мелодии и ритмы зарубежной эстрады по-русски», «Дискотека Авторадио», выступает с многочисленными гастролями во многих городах России. Известно и то, что свой интерес к России Фольи не утратил и сегодня. Так, он снова выступал в России, в Севастополе, в марте 2014 года, во время празднований по поводу аннексии Крыма Россией.
В 2015 году возвращается в группу Pooh в честь её пятидесятилетия. После распада группы создает дуэт с Роби Факкинетти и 3 ноября 2017 года выходит их совместный альбом «Insieme» («Вместе»). В феврале 2018 года Риккардо Фольи принял участие на фестивале Сан-Ремо в дуэте с Факкинетти с песней «Il segreto del tempo» («Секрет времени»).
Рикардо Фольи входит в группу «Друзья Путина в Италии и во всём мире» («Amici di Putin In Italia e nel mondo») вместе с Аль Бано, Тото Кутуньо, группой «Ricchi e Poveri» и др.

#### Личная жизнь
- Первая жена Вирджиния Минетти (сценический псевдоним — Виола Валентино), брак с 1971 по 1992 гг.
- С 1992 года в течение 14 лет жил в фактическом браке с актрисой Стефанией Брасси. У них есть сын Алессандро Зигфридо (род. 23 апреля 1993 г.).
- Вторая жена Карин Трентини, брак с 12 июня 2010 г. В этом браке родилась дочь Мишель Мари (род. 4 июля 2012 г.).

## Интересные факты
- Риккардо Фольи всегда увлекался футболом. С начала певческой карьеры и до сих пор он вместе с другим известным певцом Джанни Моранди играет в команде итальянских певцов. Во время гастролей в СССР в 1985 году Фольи посетил базу киевского «Динамо», принял участие в тренировке команды.
- Сотрудничал с популярной латвийской певицей Лаймой Вайкуле (песня «Тренто ди Пари»).
- В интервью телеведущей канала ТВЦ Александре Глотовой Риккардо Фольи рассказал, что несколько раз знакомился с девушками по Интернету и что у него был роман с русской девушкой.[значимость факта?]
- Вечером 16 марта 2014 года Фольи выступал со своими песнями на площади Нахимова в Севастополе.

## Дискография

### Альбомы
- Ciao amore, come stai (1973)
- Riccardo Fogli (1976)
- Il sole, l’aria, la luce, il cielo (1977)
- Io ti porto via (1978)
- Che ne sai (1979)
- Alla fine di un lavoro (1980)
- Campione (1981)
- Collezione (raccolta) (1982)
- Compagnia (1982)
- Il primo Riccardo Fogli (raccolta) (1982)
- Torna a sorridere (1984)
- 1985 (1985)
- Le infinite vie del cuore (1987)
- Storie di tutti i giorni (raccolta) (1987)
- Amore di guerra (1988)
- Non finisce così (1989)
- Sentirsi uniti (1990)
- A metà del viaggio (1991)
- Canzoni d’amore (raccolta) (1991)
- Teatrino meccanico (1992)
- Mondo (raccolta) (1992)
- Nella fossa dei leoni (1994)
- Fogli su Fogli (live) (1995)
- Romanzo (1996)
- Greatest Hits (1997)
- Ballando (1998)
- Matteo (1999)
- Il mondo di Riccardo Fogli (raccolta) (1999)
- Storie di tutti i giorni (live) (2003)
- Il Vincitore — Musicfarm (2004)
- Storie d’amore (Antologia +3 inediti) (2004)
- Ci saranno giorni migliori (2005)

### Синглы
- Due regali\ Oh Mary(1973)
- Strana donna \ La Prima Note Senza Lei (1973)
- Complici \ Strana Donna (1974)
- Amico Sei Un Gigante \ Una Volta Di Più (1974)
- Guardami \ Gente Per Bene (1975)
- Mondo \ Finito (1976)
- Ti Voglio Dire \ Viaggio (1976)
- Stella \ Anna Ti Ricordi (1977)
- Ricordati \ Paola (1977)
- Io Ti Porto Via \ Si Alza Grande nel Sole, La Mia Voglia di Te (1978)
- Che ne sai \ Come Una Volta (1979)
- Pace \ Che Amore Vuoi Che Sia (1979)
- Ti Amo Però \ È L’Amore (1980)
- Scene da un Amore \ Angelina (1980)
- Malinconia \ La Strada (1981)
- Fatti tuoi \ La polveriera (1980)
- Storie Di Tutti I Giorni \ L’Amore Che Verrà (1982)
- Compagnia \ Piccoli Tradimenti (1982)
- Per Lucia \ Altri Tempi (1983)
- Torna a Sorridere \ Diapositive (1984)
- Sulla Buona Strada \ Greta (1985)
- Voglio Sognare \ Tempi Andati (1985)
- Dio Come Vorrei \ Buone Vibrazioni (1985)
- Amore di Guerra (1988)
- Non Finisce Così \ Delicata (1989)
- Ma Quale Amore \ È Tempo Per Noi (1990)
- Io Ti Prego Di Ascoltare \ A Metà Del Viaggio (1991)
- In Una Notte Così \ Un’Altra Volta Te (1992)
- Voglio le tue mani (dance version), Voglio le tue mani (club version)/Se il cuore non contasse niente, Uomini col borsello (with Elio e le Storie Tese) (1992)
- Storia di un’Altra Storia (1993)
- Quando Sei Sola (1994)
- Ci saranno giorni migliori (2005)